# A.S.D. Ferentino Calcio
Associazione Sportiva Dilettantistica Ferentino Calcio là một câu lạc bộ bóng đá Ý đến từ Ferentino, Lazio.

## Lịch sử
Câu lạc bộ được thành lập vào năm 1931.
Trong mùa giải cuối cùng 2008-09, đội bóng đã xuống hạng từ Serie D / G sang Eccellenza Lazio.

### Việc chuyển đến Ceccano
Vào mùa hè năm 2009, sau khi sáp nhập với Associazione Sportiva Ceccano, đã chuyển địa điểm và danh hiệu thể thao của đội tại Eccellenza sang thành phố Ceccano trở thành Associazione Sportiva Dilettantistica Ceccano. Vì sự hợp nhất này, Ferentino đã biến mất một cách hiệu quả khỏi bức tranh toàn cảnh bóng đá Ý.

## Màu sắc và huy hiệu
Màu sắc của nó là toàn màu đỏ sẫm.